# باتريشيا دياز
باتريشيا دياز (بالإنجليزية: Patricia Díaz Perea)‏ (و. 1984  م) هي تريثلت إسبانية، ولدت في لانزاروت.

## روابط خارجية
- باتريشيا دياز على موقع اتحاد الترياتلون الدولي (الإنجليزية)
- باتريشيا دياز على موقع IAT Triathlon Database (الإنجليزية)